# Javier López Carballo
Javier "Javi" López Carballo (nascut el 25 de març de 2002) és un futbolista professional canari que juga com a lateral esquerre a la Reial Societat.

## Carrera de club

### Alavés
Nascut a La Orotava, Santa Cruz de Tenerife, Illes Canàries, López va representar la UD Orotava i el CD Tenerife abans d'incorporar-se a la formació juvenil del Deportivo Alavés el 2017. El març següent, va renovar el seu contracte fins al 2020.
López va debutar amb el filial el 22 de setembre de 2018 amb només 16 anys, en un empat a casa de Tercera Divisió 0-0 contra la Real Sociedad C. El març de l'any següent, va ampliar encara més el seu contracte fins al 2023, sent definitivament ascendit a l'equip principal abans de la campanya 2020-21.
El 21 de juny de 2020, a l'edat de 18 anys, López va debutar amb el seu primer equip –i la Lliga–, començant com a titular en una derrota per 0–6 fora de casa contra el RC Celta de Vigo. Suplent de Rubén Duarte, va patir el descens el 2022 abans d'aconseguir l'ascens l'any següent .
López va marcar el seu primer gol com a professional el 5 de maig de 2024, marcant el guanyador en un 1-0 a casa seva davant el València CF.

### Reial Societat
El 21 de juliol de 2024, López va signar un contracte de sis anys amb la Reial Societat també al primer nivell.